# Тличо
Тличо, Догриб (Tłı̨chǫ Done (или Thlingchadinne) — индейский народ в Канаде, относится к группе Первых наций.
Издавна проживают в районе данного озера на Северо-западных территориях Канады. Говорят на языке Догриб.
Компания De Beers подписала соглашение с коренным народом Тличо и получила разрешение на строительство рудника по добыче алмазов на территории месторождения Гахчо-Кьюэ (неподалёку от озера Кеннеди).